# Choeteprosopa auriceps
Choeteprosopa auriceps là một loài ruồi trong họ Tachinidae.